# مارتن لانغ
مارتن لانغ (بالإنجليزية: Martin Lang)‏ هو مبارز بالسيف أمريكي، ولد في 20 مايو 1949 في جيرسي سيتي في الولايات المتحدة.

## وصلات خارجية
- مارتن لانغ على موقع أوليمبيديا (الإنجليزية)